# رايس الكسندر بيرس
رايس الكسندر بيرس (بالإنجليزية: Rice Alexander Pierce)‏ هو محامي وسياسي أمريكي، ولد في 3 يوليو 1848 في دريسدن في الولايات المتحدة، وتوفي في 12 يوليو 1936 في يونيون سيتي في الولايات المتحدة. حزبياً، نشط في الحزب الديمقراطي. وقد انتخب عضو مجلس النواب الأمريكي.